# Carlo Emery
Carlo Emery (Napoli, 25 ottobre 1848 – Bologna, 11 maggio 1925) è stato un entomologo italiano.

## Biografia
Nato da genitori svizzeri naturalizzati italiani, laureato in medicina e specializzatosi nel 1872 in zoologia, Carlo Emery si dedicò alle scienze naturali. Divenne professore di Zoologia all'Università di Cagliari nel 1878; nel 1881 ottenne la cattedra di zoologia all'Università di Bologna, incarico che ricoprì fino al pensionamento.
Poliglotta (parlava correntemente, oltre all'italiano, il francese, l'inglese, il tedesco e lo spagnolo e capiva numerose altre lingue fra cui il russo), disegnatore di talento (illustrava da sé i suoi lavori), è stato autore di numerose pubblicazioni fra cui un manuale di zoologia, e numerose monografie, quali ad esempio quelle sull'anatomia delle vipere, sulla visione dei pesci, ma soprattutto sulle formiche. Emery infatti è stato uno specialista nel campo degli Imenotteri, sebbene i suoi primi lavori abbiano riguardato i Coleotteri.
Emery ha pubblicato più di 300 lavori di entomologia fra il 1869 e il 1926, interessandosi soprattutto sugli aspetti tassonomici, morfologici e biogeografici degli imenotteri, soprattutto delle formiche, descrivendo 130 generi, 1057 specie, 265 sottospecie di Formicidae. Fu l'autore della parte dedicata alle formiche dei Genera Insectorum di Wytsman. Emery è stato inoltre l'autore di un singolare libretto umoristico: dei componimenti in ottonari "alla Incarriga" da imparare a memoria ("Son facili da imparare: si possono cantare sull'inno turatiano dei lavoratori") per superare l'esame di zoologia.
Nel 1906, mentre soggiornava in Svizzera, fu vittima di numerosi attacchi di ictus dopo i quali restò paralizzato dal lato  destro del corpo. Imparò allora a scrivere ed a disegnare con la mano sinistra.
La sua collezione di Imenotteri si trova nel Museo di storia naturale Giacomo Doria di Genova; quella di Coleotteri nel Museo civico di zoologia di Roma.
A Carlo Emery è dedicata la strada in cui è localizzato il Centro RAI Saxa di Roma.
| Emery è l'abbreviazione standard utilizzata per le specie animali descritte da Carlo Emery. Categoria:Taxa classificati da Carlo Emery |